# Братов, Каплан Арсенович
Каплан Арсенович Братов (род. 18 февраля 1987) — российский самбист и дзюдоист, бронзовый призёр первенств России по дзюдо среди юниоров (2006) и молодёжи (2007), бронзовый призёр чемпионата России по дзюдо 2007 года, призёр международных турниров, кандидат в мастера спорта России. Выступал в средней (до 90 кг), полутяжёлой (до 100 кг) и тяжёлой (свыше 100 кг) весовых категориях. Тренировался под руководством В. И. Пчёлкина.

## Спортивные результаты
- Первенство России по дзюдо среди юниоров 2006 года — ;
- Первенство России по дзюдо среди молодёжи 2007 года — ;
- Чемпионат России по дзюдо 2007 года — ;
- Международный турнир по дзюдо в Сараево, 2007 год — ;
- Чемпионат Северо-Кавказского федерального округа по самбо — ;